# Махмуд Нукраши-паша
Махмуд Нукраши-паша (араб. محمود فهمي النقراشي باشا‎; 26 апреля 1888, Александрия, Британо-османский Египет — 28 декабря 1948, Каир, Египет) — египетский государственный деятель, премьер-министр Египта (1945—1946 и 1946—1948).

## Биография
Учился в Каире и в Ноттингеме (Англия). Работал директором школы Гамалия в Каире. В 1920 году был назначен заместителем директора исполнительного департамента в министерстве сельского хозяйства. В 1924 году — заместителем генерального секретаря министерства образования и комиссаром провинции Каир. В 1924 году вместе с рядом других высокопоставленных руководителей партии «Вафд» был обвинен в причастности к убийству командующего британским контингентом в Египте (Sirdar) сэра Ли Стэка, но был оправдан. 
- В 1930 и 1930—1937 годах — министр транспорта,
- В 1938—1939 годах — министр внутренних дел,
- 1939—1940 годах — министр образования,
- С июня по сентябрь 1940 года — министр внутренних дел,
- В 1940—1945 годах — министр финансов Египта.

В 1938 году вместе с Ахмедом Махером Пашой выступил одним из основателей Саадистской институциональной партии, поддерживавшей либеральную монархическую программу. В 1946 году был избран председателем партии.
В 1945—1946 и 1946—1948 годах — премьер-министр Египта. Будучи обеспокоенным ростом популярности «братьев-мусульман», в декабре 1948 года принял решения о запрете этого движения. Был убит 28 декабря 1948 года боевиками «братьев-мусульман». Вероятно, покушение стало ответом на убийство одного из лидеров исламских фундаменталистов Хасана аль-Банна.